# Bałtycki łańcuch

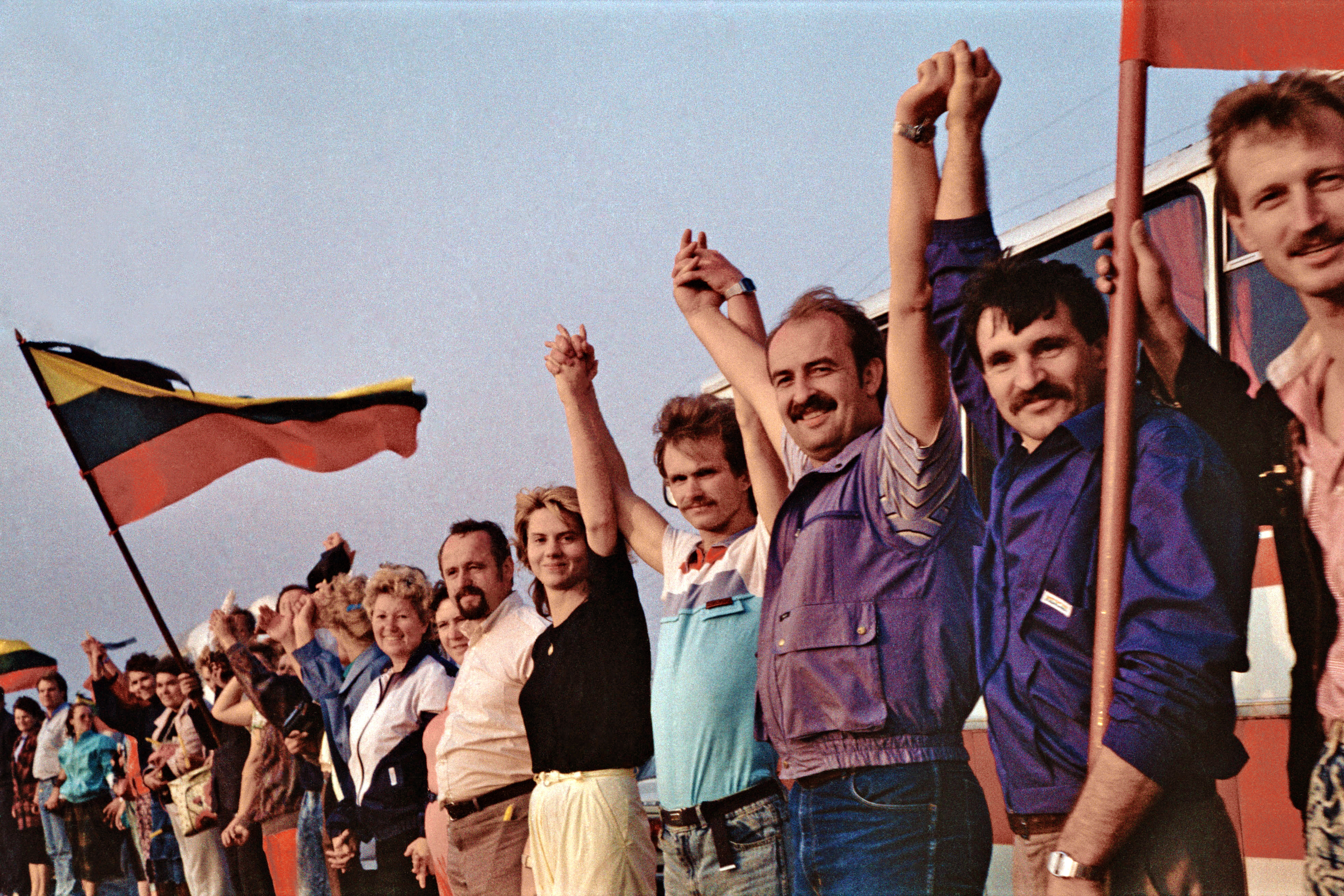
Bałtycki łańuch

Bałtycki łańcuch (est. Balti kett, łot. Baltijas ceļš, lit. Baltijos kelias) – masowy protest mieszkańców trzech tzw. krajów bałtyckich (Litewskiej, Łotewskiej i Estońskiej SRR) zorganizowany 23 sierpnia 1989 roku. Około 2 milionów osób utworzyło żywy łańcuch o długości ponad 600 km, łączący wszystkie trzy kraje. Bałtycki łańcuch był wyrazem protestu przeciwko ówczesnej sytuacji politycznej tych krajów wchodzących w skład Związku Radzieckiego. Dzień protestu wypadał w 50. rocznicę podpisania tajnego protokołu do paktu Ribbentrop-Mołotow o podziale stref wpływu w Europie, na którego skutek kraje bałtyckie popadły w zależność od Związku Radzieckiego.
W roku 2009 wpisany na listę UNESCO Pamięć Świata.

## Tło

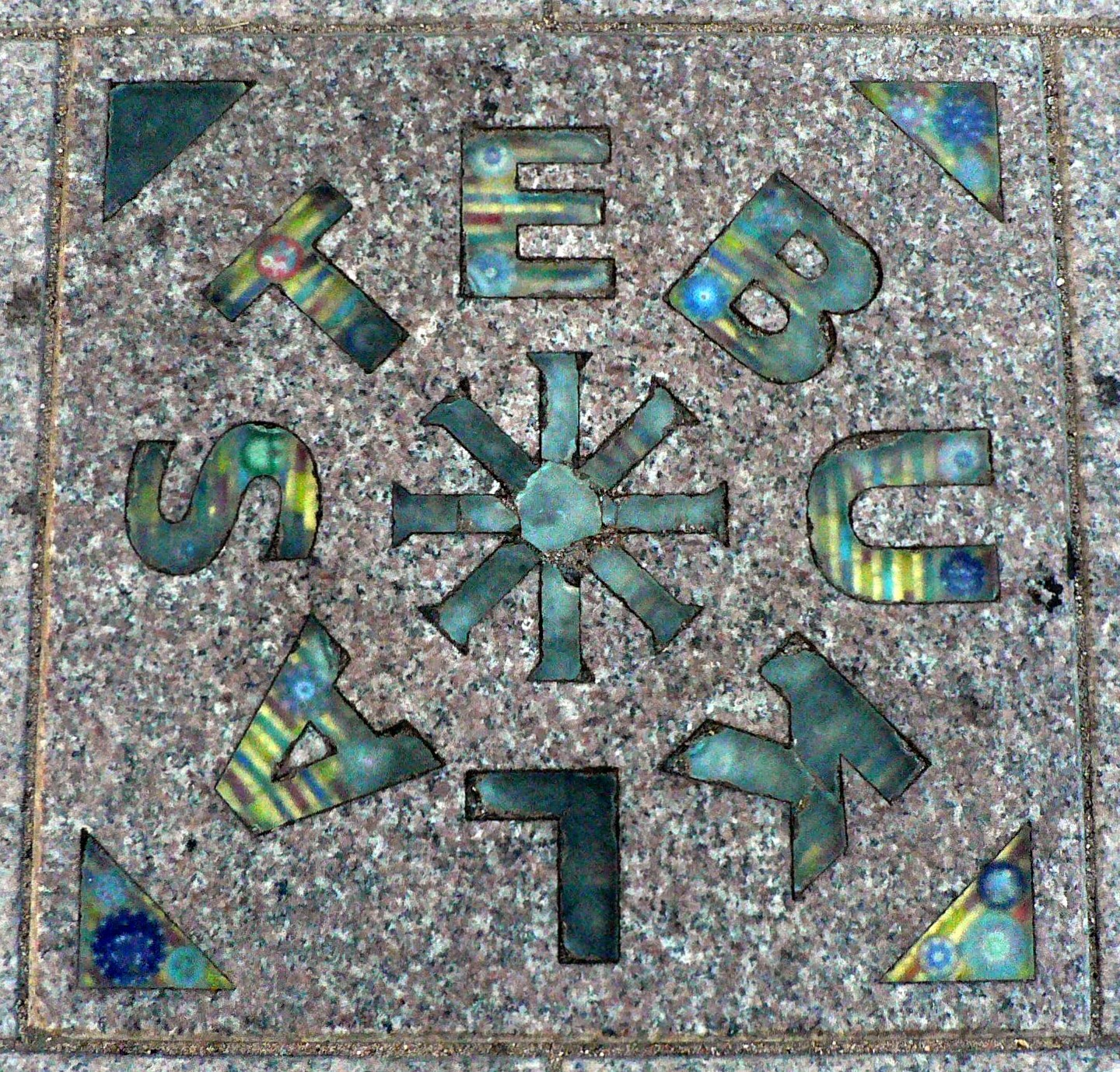
Kamień z napisem „STEBUKLAS”, czyli „cud” na placu Katedralnym w Wilnie, gdzie swój początek miał mieć bałtycki łańcuch

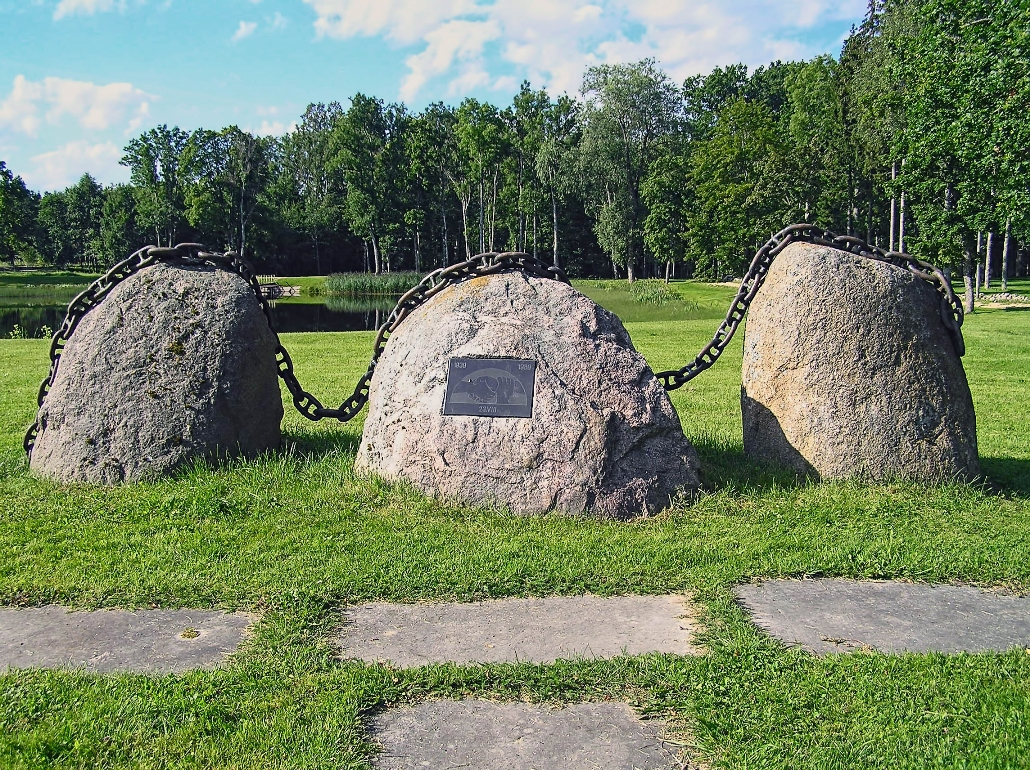
Estoński pomnik upamiętniający bałtycki łańcuch

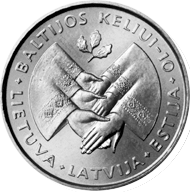
Pamiątkowa moneta 1 lit wybita z okazji 10. rocznicy

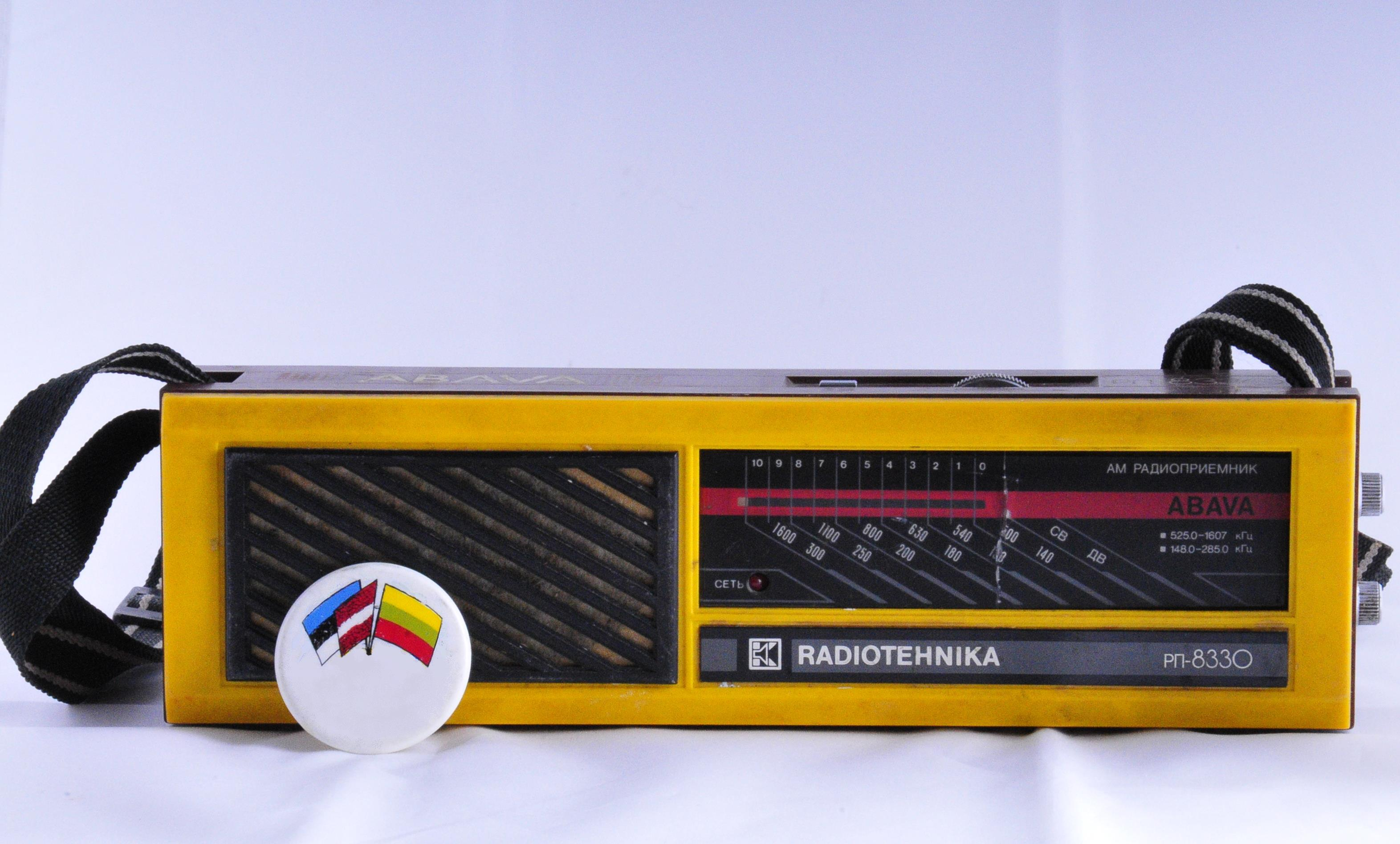
Radio używane do odsłuchu audycji organizującej łańcuch i okolicznościowy znaczek

Przeprowadzone przez przywódcę ZSRR Michaiła Gorbaczowa w drugiej połowie lat 80. XX wieku reformy pieriestrojka i głasnost sprawiły, że uliczne manifestacje stały się coraz częściej wyrazem niezadowolenia ludności. W 1986 i 1987 roku pierwsze demonstracje w stolicach krajów bałtyckich były jednak zakazywane i rozpędzane przez milicję. Dopiero w 1988 roku władze zgodziły się na przeprowadzenie pierwszych pokojowych demonstracji.
Na tydzień przed opisywanym wydarzeniem Związek Radziecki ujawnił istnienie tajnego protokołu, twierdząc jednocześnie, że trzy kraje bałtyckie wstąpiły do ZSRR dobrowolnie. W tym samym czasie członkowie litewskiego ruchu Sąjūdis przegłosowali, że Litwa będzie dążyła do uzyskania niepodległości.

## Protest
Utworzenie ludzkiego łańcucha było przygotowane tak, by nie było w nim żadnych przerw. Władze miast i gmin ustalały miejsca, do których dowozić będą ludzi autobusami. Pomoc w koordynacji akcji udzieliły również stacje radiowe. Kulminacją protestu było wzniesienie połączonych rąk demonstrantów na 15 minut o godz. 19.00 czasu lokalnego (16.00 GMT). Później w wielu miejscach odbywały się kolejne demonstracje, m.in. na placu Katedralnym w Wilnie, a także masowe msze.
Protesty przebiegły w sposób pokojowy, choć niektórzy komunistyczni przywódcy (m.in. Erich Honecker i Nicolae Ceaușescu) deklarowali chęć wsparcia ZSRR w ewentualnym stłumieniu manifestacji. Manifestacje poparcia dla „bałtyckiego łańcucha” odbyły się również w Moskwie i w Mołdawii.
Szacunki co do liczby uczestników protestu różnią się. Radziecka agencja prasowa TASS podała liczbę 300 tys. Estończyków i 500 tys. Litwinów uczestniczących w protestach (nie podano szacunków dla Łotwy), natomiast agencja Reuters podała liczby 700 tys. Estończyków, 500 tys. Łotyszy i 1 mln Litwinów. Według tych szacunków w proteście uczestniczył zatem co czwarty mieszkaniec krajów bałtyckich.

## Skutki
Olbrzymia mobilizacja mieszkańców Litwy, Łotwy i Estonii uświadomiła im siłę, jaka w nich tkwiła i wzmocniła ich dążenia do niepodległości. W grudniu 1989 roku Gorbaczow podpisał deklarację potępiającą tajny protokół. Wcześniej, 9 listopada, upadł Mur Berliński. 11 marca 1990 roku Litwa jako pierwsza republika radziecka ogłosiła niepodległość. W dwa lata po utworzeniu „bałtyckiego łańcucha” niepodległość wszystkich trzech krajów uznana została przez wspólnotę międzynarodową.
„Bałtycki łańcuch” został wpisany do Księgi Rekordów Guinnessa jako najdłuższy łańcuch ludzi, jednak z czasem został zdystansowany przez bengalski łańcuch, który zgromadził ponad 5 milionów ludzi i osiągnął 1050 km długości.